# Anfang 80
Anfang 80 ist ein österreichischer Liebesfilm der Regisseure und Drehbuchautoren Sabine Hiebler und Gerhard Ertl, der international mehrfach ausgezeichnet wurde.

## Handlung
Der verheiratete Bruno und die krebskranke Rosa sind beide 80 und haben nur noch wenig Perspektive. Da begegnen sich die beiden, verlieben sich leidenschaftlich ineinander und lassen sich trotz der ungünstigen Umstände auf diese Beziehung ein. Als Brunos Familie dahinterkommt, setzen ihn seine Frau Herta und sein Sohn Werner massiv unter Druck, das Verhältnis zu beenden. Auch bei Rosas Nichte und im Altersheim stoßen die beiden mit ihrer Beziehung auf heftigen Widerstand. Nur Brunos Jugendfreund Karl unterstützt ihr Verhalten.
Als Bruno vor die Entscheidung gestellt wird, verlässt er seine Frau, zieht von zu Hause aus und kommt vorübergehend bei seiner Tochter unter. Bald darauf kollabiert Rosa und wird ins Krankenhaus gebracht. Als sie von dort weiter ins Pflegeheim verlegt wird, türmen Bruno und Rosa spontan aus der Anstalt. Bei Karl tauchen die beiden vorübergehend unter und schmieden Pläne für ihre gemeinsame Zukunft in einer neuen Wohnung.
Doch Werner beantragt die Sachwalterschaft über Bruno. Rosa wird als vermisst gemeldet, ihr Konto gesperrt. Mit der Rettung wird sie wieder ins Pflegeheim zurückgebracht, Bruno leistet verzweifelt Widerstand. Er wird festgenommen und in einer psychiatrischen Klinik dem Arzt vorgeführt. Verzweifelt schildert Bruno seine und Rosas Lage. Der Psychiater stellt sich auf Brunos Seite und hilft ihm, das Entmündigungsverfahren zu Fall zu bringen. Damit kann Bruno wieder frei entscheiden und über seine Finanzen verfügen. Jetzt steht der gemeinsamen Wohnung nichts mehr im Weg. Bruno holt Rosa aus dem Pflegeheim. Die beiden genießen ihre Freiheit. Bruno kümmert sich hingebungsvoll um seine Geliebte, isoliert sich dabei jedoch zunehmend von der Außenwelt. Bald überfordern Haushalt und Pflege die beiden, doch Stolz und die Angst, ins Pflegeheim gebracht zu werden, verhindern die Annahme von Hilfe. Da Rosa zu Hause und in Würde sterben will, beschließt sie, ihrem Leben vorzeitig ein Ende zu setzen. Erst ist Bruno dagegen, doch dann willigt er ein, Rosa bei ihrem Plan zu unterstützen. Ruhig und friedlich bahrt er sie in der gemeinsamen Wohnung auf und bricht zu einer (letzten) Reise auf.

## Kritiken

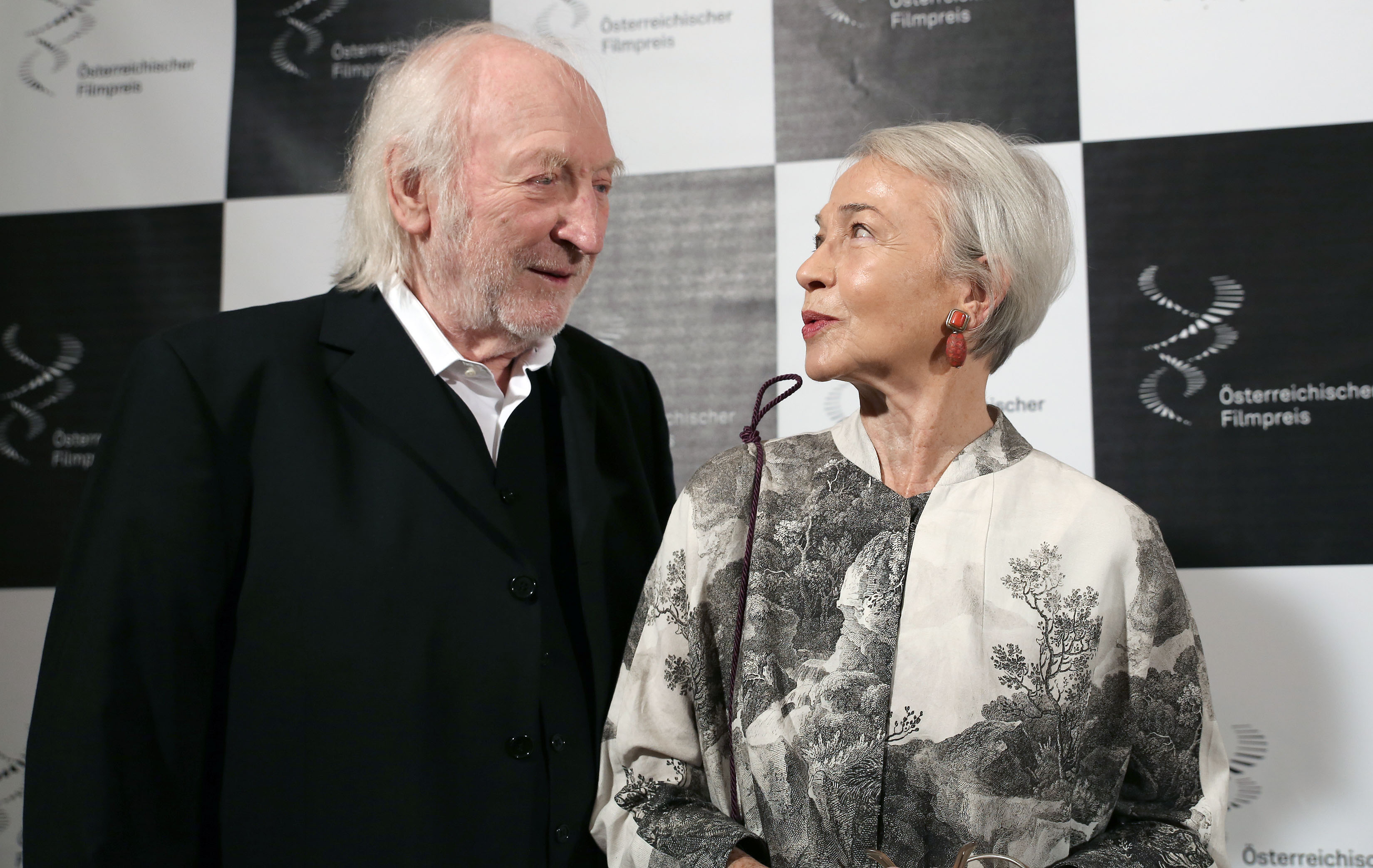
Christine Ostermayer und Karl Merkatz (2013)

„Karl Merkatz und Christine Ostermayer wecken die Liebe dieses Paars mit großer Spielfreude zum Leben. Sie bemühen sich umeinander wie Teenager, lachen viel, küssen sich, schlafen miteinander und strahlen bei alledem eine gelassene Würde aus. Leider wird das Vergnügen an den Schauspielern etwas davon getrübt, dass der Film zwischen einer romantic comedy und einem wirklichkeitsnahen Liebesdrama unentschlossen hin- und herpendelt.“

## Hintergrund
Anfang 80 ist ein Plädoyer für Freiheit und Selbstbestimmung bis ins hohe Alter. In diesem Film geht es um den letzten Lebensabschnitt und darum, wie die großen Themen Liebe und Tod in dieser Lebensphase bewältigt werden können. Bruno und Rosa stehen diesen Themen und den damit verbundenen, überwältigenden Gefühlen gegenüber, und das in einer Gesellschaft, deren einziges Interesse gegenüber 80-Jährigen darin zu bestehen scheint, sie qualitätsgesichert zwischenzulagern und störungsfrei zu entsorgen. Denn ab Pflegestufe 1 wird der Mensch zum (Pflege-)Fall und damit ist er plötzlich auch in seiner Würde nicht mehr unantastbar. Bruno und Rosa kämpfen um ihre Liebe und um diese Würde. Sie führen einen Freiheitskampf um Autonomie und Selbstbestimmung und gegen entfremdende Systeme.
Die Dreharbeiten von Anfang 80 fanden im Sommer 2011 in Sankt Pölten und Wien statt. Schauplatz des Films ist die niederösterreichische Hauptstadt St. Pölten. Nach dem Kinostart am 30. Dezember 2011 und dem sehr erfolgreichen Kinoeinsatz in Österreich im Verleih von Stadtkino erlebte Anfang 80 seine internationale Festivalpremiere beim Montreal World Film Festival, wo er mit dem Publikumspreis für den beliebtesten Film und mit dem Preis für den besten männlichen Darsteller mit zwei Preisen bedacht wurde. Anfang 80 startete am 27. März 2013 in den deutschen Kinos.

## Auszeichnungen

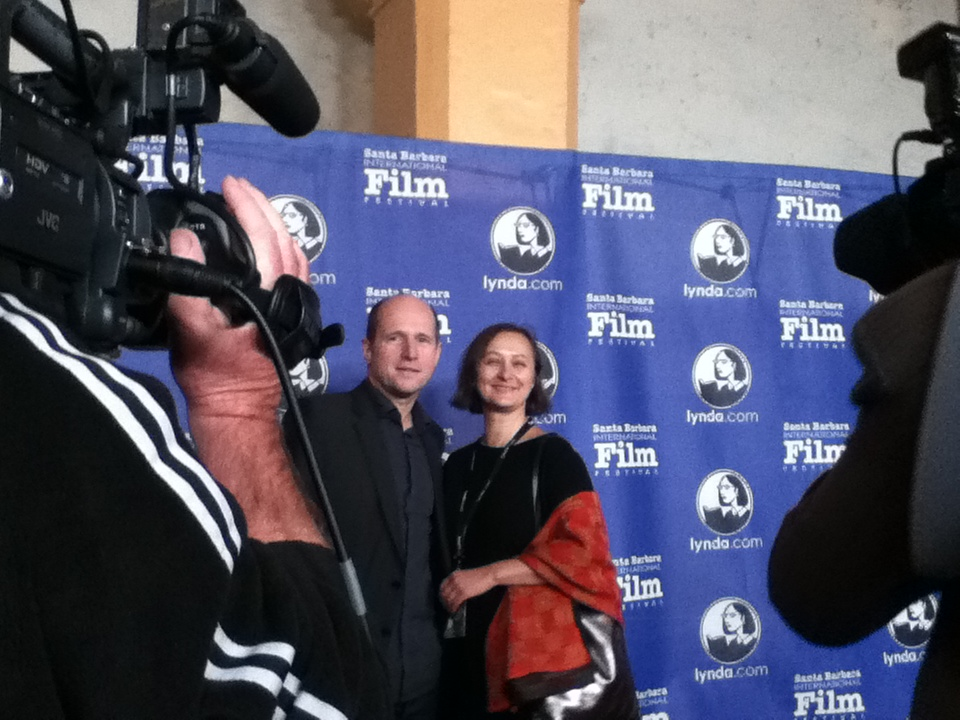
Die Regisseure Sabine Hiebler und Gerhard Ertl am Santa Barbara Film Festival

- 2013 Österreichischer Filmpreis – Bester Schauspieler für Karl Merkatz in Anfang 80
- 2013 Santa Barbara International Film Festival – Best International Feature Film Anfang 80
- 2012 Zurich Film Festival – Deutschsprachiger Wettbewerb: Special Mention für Anfang 80
- 2012 Internationale Hofer Filmtage – Millbrook Drehbuchpreis für Anfang 80
- 2012 World Film Festival Montreal:
  - Most popular Film of the Festival – Publikumspreis für Anfang 80
  - Best Actor: Karl Merkatz in Anfang 80